# Oldřich Svoboda (politik)
Oldřich Svoboda (7. března 1904 – ???) byl český a československý politik Komunistické strany Československa a poúnorový poslanec Národního shromáždění ČSR.

## Biografie
V roce 1948 se uvádí jako úředník a předseda okresního národního výboru Brno-venkov, bytem Velký Ořechov. V roce 1957 byl zvolen předsedou MNV v Ořechově. Funkce se ovšem vzdal již roku 1958. V roce 1964 usedl na post náměstka předsedy MNV. Na funkci rezignoval v lednu 1968.
Po volbách roku 1948 byl zvolen do Národního shromáždění za KSČ ve volebním kraji Brno. Mandát nabyl až dodatečně v prosinci 1952 jako náhradník poté, co rezignovala poslankyně Marie Syrovátková-Palečková. V parlamentu zasedal do října 1954, kdy rezignoval.